# Amphiesma octolineatum
Amphiesma octolineatum е вид влечуго от семейство Смокообразни (Colubridae). Видът е незастрашен от изчезване.

## Разпространение
Разпространен е в Китай (Гуанси, Гуейджоу, Съчуан и Юннан).